# Eritrea Institute of Technology
Eritrea Institute of Technology är ett universitet i Eritrea. Det ligger i den centrala delen av landet, 20 km sydväst om huvudstaden Asmara. 